# 穆拉图·特肖梅
穆拉图·特肖梅·沃图（1957年—）是埃塞俄比亚政治人物，前埃塞俄比亚总统。

## 生平

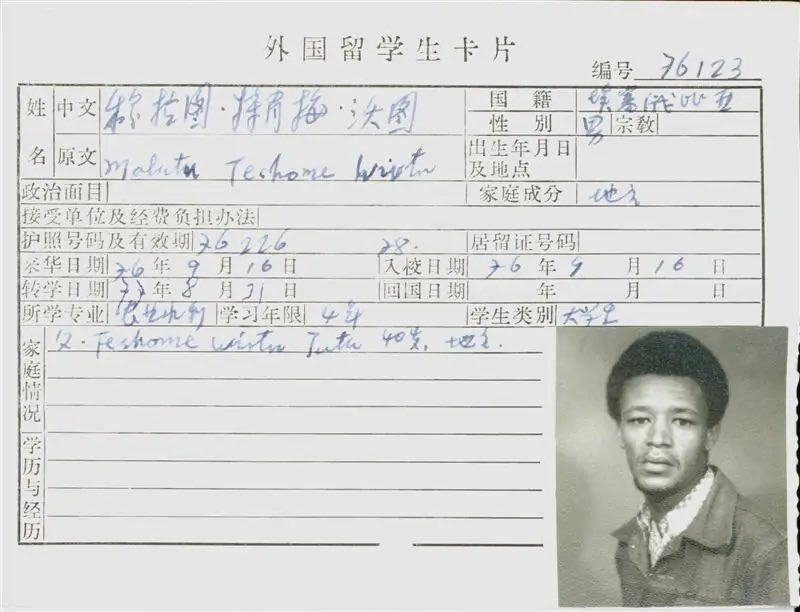
穆拉图·特肖梅在北京大学就读时的外国留学生卡片

穆拉图·特肖梅生于埃塞俄比亚沃莱加省阿尔焦。1976年，穆拉图以公派生的身份来到中国留学，在北京语言学院来华部一系（今北京语言大学汉语进修学院）基础汉语课堂学习。1977年进入北京大学哲学系学习，1982年获学士学位，1985年至1991年在北大国际政治系继续深造，先后获硕士、博士学位。1991年，穆拉图以参赞衔进入埃塞俄比亚外交部，不久晋升为政策制定及培训司司长。此后，他先后担任驻日本、澳大利亚、中国等国家的大使，任埃塞俄比亚联邦政府经济发展及合作部副部长、农业部部长，2002年10月起任议会联邦院议长。2013年10月7日被选举为埃塞俄比亚新一任总统，接替已担任这一职位12年之久的吉尔马·沃尔德-乔治斯。2018年10月25日宣布辭職，雖未解釋原因，但相信為解決執政聯盟的分歧。他有一个儿子。

## 延伸阅读
- 中非关系